# Propebela exarata
Propebela exarata är en snäckart som först beskrevs av Moller 1842.  Propebela exarata ingår i släktet Propebela och familjen kägelsnäckor. Inga underarter finns listade i Catalogue of Life.